# Dominio de Valdepusa
Dominio de Valdepusa es una denominación de origen protegida cuya zona de producción se encuentra situada en el municipio de Malpica de Tajo en la provincia de Toledo (España).
El Dominio de Valdepusa es propiedad desde 1992 de la familia de D. Carlos Falcó, marqués de Griñón y está situado en el término toledano de Malpica de Tajo. Dominio de Valdepusa es una singular explotación vitivinícola que ocupa una superficie de 49 ha, que incluyen la viña original (14 ha) de cepas Cabernet Sauvignon plantadas en 1974. A partir de 1991, esta se amplía progresivamente con las variedades Syrah y Petit Verdot -ambas pioneras en España- y Graciano. 
El paisaje de la viña incluye encinas (Quercus Ilex) de gran tamaño; bordean sus caminos cipreses, rosales e hileras de espliego (lavanda). Entre la casa y la bodega se ha plantado a partir de 2000 un jardín botánico que cuenta con más de trescientas especies, principalmente mediterráneas. 
La casa principal y la bodega del Dominio de Valdepusa se asientan en edificios históricos del siglo XVIII. La antigua Casa de Labor, que sirve hoy de centro de visitas, incluye una cocina de diseño avanzado, cuatro comedores y salas de cata con capacidad conjunta de hasta 120 personas, así como las oficinas de dirección del Dominio. El patio central, de clásica arquitectura toledana como el resto de la bodega, alberga un lagar inaugurado en 1995 por SS.AA.RR. el Príncipe de Asturias y la Infanta Dª Elena, en el que los visitantes pueden experimentar el sistema tradicional de pisado de la uva en época de vendimia.
Tiene una extensión de 49 ha y obtuvo la calificación de denominación de origen en 2003.

## El Entorno
La altitud de los viñedos es de 400 m s. n. m. y los suelos son calizos.
El clima es continental con una temperatura media anual de 17º y las precipitaciones son de 600 mm anuales.

## Uvas
- Cabernet Sauvignon.
- Merlot.
- Petit Verdot.
- Syrah.
- Graciano.

## Bodegas
- Marqués de Griñón